# Gemlik
Gemlik (fosta denumire greacă Kίος Kios) este un oraș port din districtul cu același nume din provincia turcă Bursa și, în același timp, un district al Büyükșehir belediyesi Bursa (municipalitate/provincie metropolitană) creat în 1986. Este cunoscut pentru un soi de măslin negru. 
Timp de secole, orașul este amenințat constant din cauza faliei cutremurului care se întinde de la lacul Iznik de-a lungul anticului râu Ascanius în Marea Marmara.

## Istorie
Istoria orașului începe în 630 î.Hr. Numele Kios (greacă Kίος sau Kείος Keios, latină Cius) este deja menționat în saga Argonauți și de Strabon. Heracles a fost blocat acolo, Aristotel a lăudat legea din Kios (Kionion Politeia). În epoca romană, orașul se numea  Prusias ad Mare. Pe vremea drumului mătăsii, Kios era unul dintre cele mai bogate orașe la Marea Mediterană, întrucât sfârșitul drumului comercial către China nu se afla departe de portul modern actual Gemlik. Pe parcursul schimbului de populație între Grecia și Turcia după războiul greco-turc din 1922, populația greacă a trebuit să părăsească orașul. Majoritatea s-au mutat în Peloponez și au întemeiat orașul Nea Kios (Noul Kios) în Argolida.

## Oraș antic

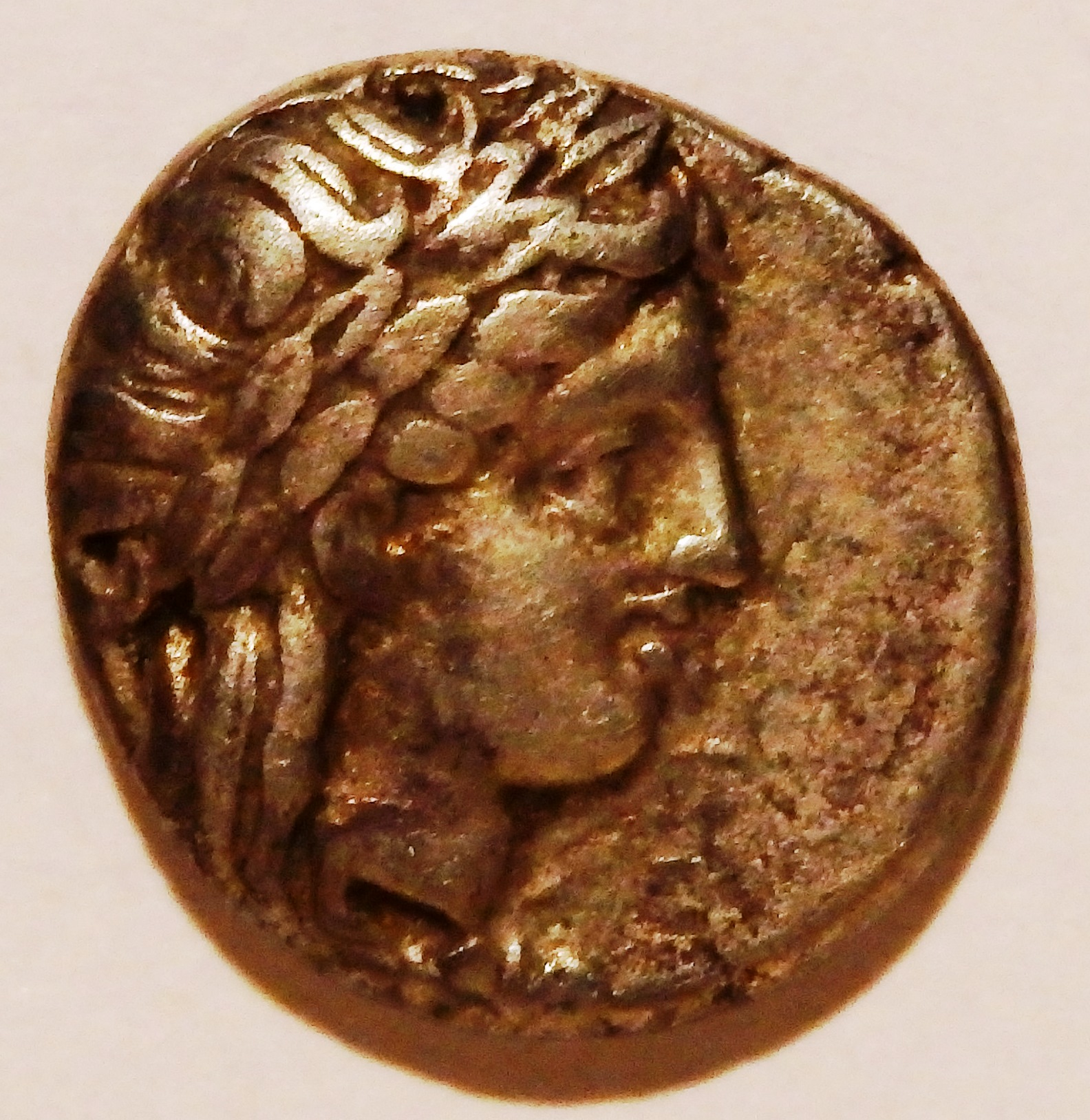
Hemidrachme din Kios, capul lui Apollo, aproximativ 350-300 î.Hr., Szaivert/Sear 3750

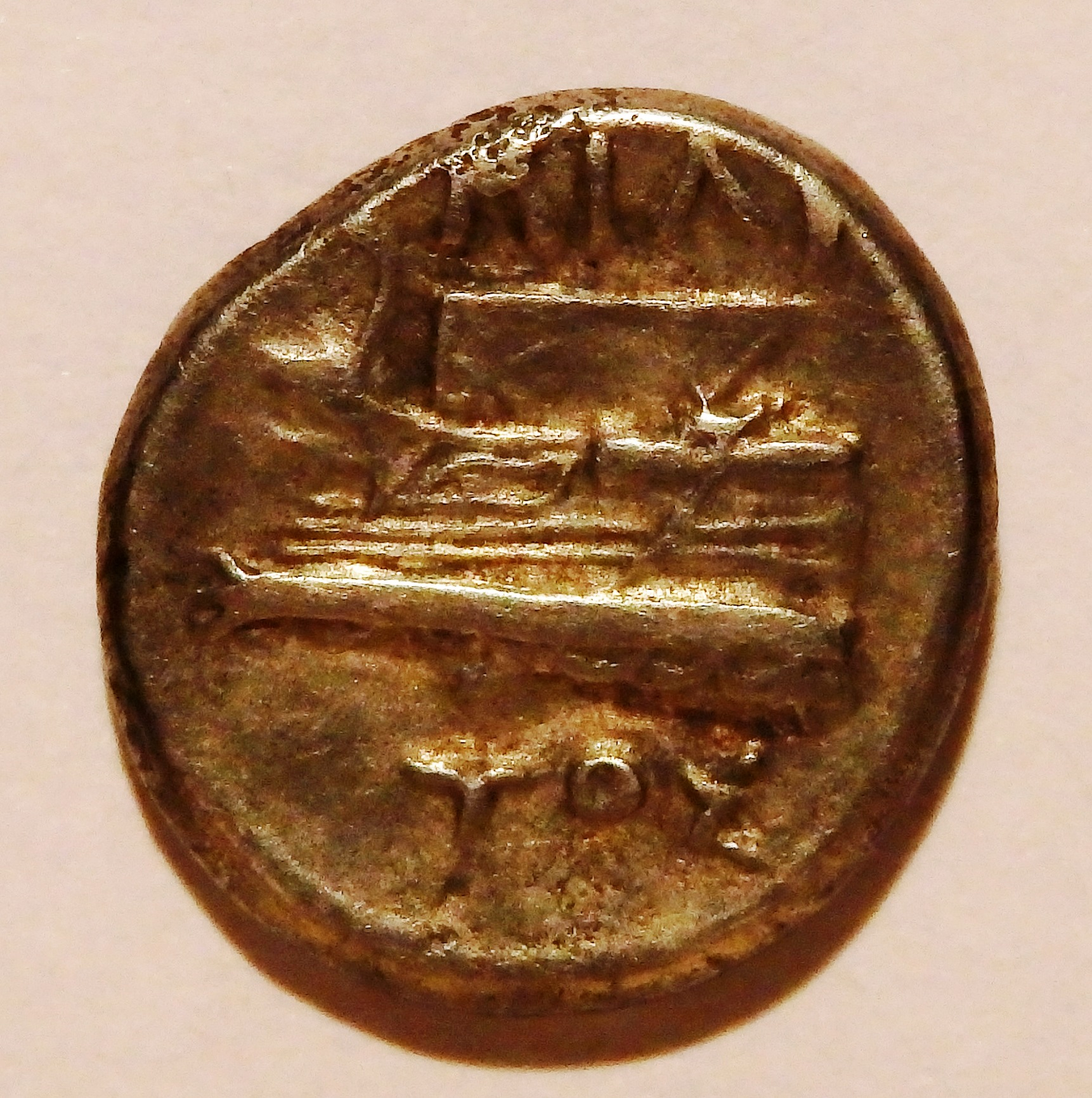
Hemidrachme revers, Prora cu scris

Fostul port antic din Gemlik este acum construit de noul oraș. Din orașul antic, la administrația orașului se pot vedea doar câteva ziduri ciclopiene și câteva fragmente de zid. O instalație militară stă pe locul vechii Acropole. Pe monede din secolul al IV-lea î.Hr. se arată o proră.

## Oras modern
Din fostele așezări grecești, se păstrează doar case dărăpănate și o biserică ortodoxă transformată în moschee. Noul oraș este format din mici zgârie-nori. Întreaga lățime a pasajului malului a fost pavată și este accesibilă.

## Portul Gemlik
Gemlik are un port industrial mare de containere, numit Gemlik Port, cu o zonă liberă de comerț  BUSEB. 
Mașinile produse în Bursa și Adapazarı sunt îmbarcate de aici.

## Atracții turistice
- În Gemlik și în împrejurimi există doar turism local din Bursa (aproximativ 25 de kilometri), Istanbul (aproximativ 90 de kilometri) și Eskișehir (aproximativ 140 de kilometri).
- Zona interioară al peninsulei este o zonă forestieră aproape nedezvoltată, care se întinde de la  Armutlu la Yalova. Există câteva izvoare termale și cascade.
- Pe un deal din apropiere de Gemlik se află satul Umurbey, cunoscut pentru vechile case din sat, un monument și muzeul fostului președinte turc  Celal Bayar.